# International Space University
Pour les articles homonymes, voir ISU.
L'International Space University, plus communément l'ISU (Université spatiale internationale), est une école créée par des personnalités anglo-saxonnes. L'école a été fondée en 1987.
L'ISU a pour but d'assurer une formation pluri-disciplinaire dans le domaine spatial et est destinée aux futurs professionnels, astronautes et experts du domaine spatial. L'école est ouverte sur le monde et accueille des étudiants provenant de la planète entière.
Elle a permis de regrouper toutes les connaissances des différentes entités spatiales existantes.
C'est un projet unique qui a vu le jour dans le contexte actuel de mondialisation.

## Historique
Elle a été fondée en 1987. Initialement située aux États-Unis dans le Massachusetts, une recherche fut effectuée en 1994 afin de trouver la ville la plus appropriée en vue d'accueillir le campus central de l'école. Après une compétition internationale, Strasbourg fut choisie comme siège de l'ISU.

## Localisation
L'ISU est installée à Strasbourg. C'est une ville neutre n'accueillant aucune agence spatiale et qui a une stature internationale forte. Située sur le campus d'Illkirch, elle est reliée à un certain nombre d'écoles affiliées qu'elle a créé à travers la planète.
Strasbourg accueille le campus central. Et depuis ce siège central, tout ce réseau d'antennes s'active (Filiales en Australie, Canada, États-Unis, Belgique, Turquie, Chine, Italie, Espagne, Russie, Suède...).